# Dasypogon lenticeps
Dasypogon lenticeps är en tvåvingeart som först beskrevs av Thomson 1869.  Dasypogon lenticeps ingår i släktet Dasypogon och familjen rovflugor. Inga underarter finns listade i Catalogue of Life.